# 西沢広香
西沢 広香（にしざわ ひろか、9月20日 - ）は、日本の女性声優。フリー。群馬県出身。
以前はTABプロダクションに所属していた。

## 出演
太字はメインキャラクター。

### テレビアニメ
2002年
- 電光超特急ヒカリアン（ブラッチャールJr1）

2003年
- なるたる（ナースA、紫村）

2005年
- 魔豆奇伝パンダリアン（子供）

2007年
- 祝!(ハピ☆ラキ)ビックリマン（フラッシュ光后）

2008年
- 恋姫†無双 シリーズ（2008年 - 2010年、張飛、華雄） - 3シリーズ
- 純情ロマンチカ（クリーニング店員、女子、レポーター） - 2シリーズ

2011年
- 真剣で私に恋しなさい!!（小笠原千花）

### OVA
- 影Shadow（2004年、菊花） - 18禁作品
- 永遠のアセリア（2005年）
- めだかの学校（2005年、ミサ）
- 恋姫†無双 OVAシリーズ（2009年 - 2011年、張飛） - 4作品

### ゲーム
1997年
- あすか120%エクセレント BURNING Fest.（川崎忍）
- あすか120%リミテッド BURNING Fest.（川崎忍）
- 初恋ばれんたいん（竹中秤）
- ななこSOS for Windows（ランジェ）
- 惑星攻機隊りとるキャッツ

1998年
- 初恋ばれんたいんSPECIAL（竹中秤）
- ツインズストーリー きみにつたえたくて…

1999年
- あすか120%ファイナル BURNING Fest.（川崎忍）
- あすか120%リターン BURNING Fest.（川崎忍）

2000年
- Card of Destiny 〜光と闇の統合者〜
- 幻想のアルテミス（高原かおる）
- 探偵紳士DASH!（鈴麗 他）

2004年
- アカイイト（アナウンサー）
- THE キョンシーパニック（蓁福月）

2005年
- スクールなびげーしょん!（永久凪沙）

2006年
- エーデルワイス（高瀬さくら）
- 魔砲使い黒姫（搭の魔女）

2007年
- グリムグリモア（アマレット・ヴェルジネ）
- VitaminX（悟郎の母）

2008年
- あかね色に染まる坂 ぱられる
- エーデルワイス 詠伝ファンタジア（高瀬さくら）
- 恋姫†夢想 〜ドキッ☆乙女だらけの三国志演義〜（張飛、華雄）

2010年
- 真・恋姫†夢想〜乙女繚乱☆三国志演義〜 蜀編（張飛、華雄）

2011年
- 真・恋姫†夢想 〜乙女対戦★三国志演義〜（張飛）
- Princess Frontier Portable（ミント・テトラ）

2012年
- ブレイブリーデフォルト フライングフェアリー（アルテミア・ヴィーナス）
- 真剣で私に恋しなさい!!R（小笠原千花）

2013年
- ブレイブリーデフォルト フォーザ・シークウェル（アルテミア・ヴィーナス）

2014年
- 恋姫†演武（張飛）

2015年
- ChuSingura46+1 -忠臣蔵46+1- V（奥野将監）
- ブレイブリーセカンド（アルテミア・ヴィーナス）

2016年
- 果つることなき未来ヨリ（リア〈ソーテーリアー〉）

2022年
- ブレイブリーデフォルト ブリリアントライツ（アルテミア・ヴィーナス）

### パチンコ
- CR恋姫†無双（2012年、張飛）
- CR恋姫†夢想 乙女、入り乱れるのこと！（2014年、張飛）
- CR恋姫†夢想（2017年、張飛）

### ドラマCD
- アクエリアンエイジ（1999年、サキエル）
- あすか120% FINAL Burning Fest.（1999年、川崎忍）
- きりん幼稚園へようこそ（宮田紗希）
- デ・ジ・キャラット（ほっけみりん 他）
- Voice（井上）
- 予感（ファンB）
- 琴姫様、乱心!（2003年、若い女性）
- 支配する指先（2003年、看護婦B）
- うたうたいの恋 Lover Song Vol.1、2（2005年、スタッフ、女性コメンテーター）
- TVアニメ「恋姫†無双」乙女的二重奏歌〜関羽×張飛〜（2008年、張飛）
- 真・恋姫†無双 どらまCD 壱（2010年、張飛）

### ラジオ
- ジャスティスフォースSAM（かつしかFM）
- ラジオ恋姫†無双 〜愛紗と鈴々と○○のこと〜（2008年、音泉）
- 真・ラジオ恋姫†無双 〜○△×○△×○△×のこと〜（2009年 - 2010年、音泉）

#### ラジオCD
- 恋姫†無双 DVD第1 - 7巻、特別版初回限定版特典 恋姫†無双ラジオ出張版CD（2008年 - 2009年）
- ラジオ恋姫†無双〜はわわ!再編集しちゃいました〜（2009年1月23日）
- ＜音泉＞スペシャルCD 2009冬（2009年12月）
- 真・恋姫†無双 DVD/BD第1 - 7巻初回限定版特典 真・ラジオ恋姫†無双DVD出張版CD（2010年）
- 真・恋姫†無双〜乙女大乱〜 DVD/BD第1 - 7巻初回限定版特典 真・ラジオ恋姫†無双DVD出張版CD（2010年 - 2011年）
- 真・ラジオ恋姫†無双 再編集版 Vol.01 - 04（2010年 - 2011年）
- ＜音泉＞スペシャルCD 2010夏（2010年8月）

### 舞台
- 劇団軌跡 TWO
- 劇団軌跡 赤と朱のラプソディ

### テレビ番組
- Club AT-X だぶるあ〜る（AT-X） - 第188回（2010年3月）ゲスト（黒河奈美と共演）

## ディスコグラフィ

### キャラクターソング
| 発売日   | 商品名                                           | 歌                                 | 楽曲                     | 備考                                             |
| 2008年   | 2008年                                           | 2008年                             | 2008年                   | 2008年                                           |
| -------- | ------------------------------------------------ | ---------------------------------- | ------------------------ | ------------------------------------------------ |
| 10月15日 | TVアニメ「恋姫†無双」乙女的二重奏歌〜関羽×張飛〜 | 関羽（黒河奈美）、張飛（西沢広香） | 「勝利の讃歌」           | テレビアニメ『恋姫†無双』関連曲                  |
| 2009年   |                                                  |                                    |                          |                                                  |
| 11月18日 | 乙女繚乱☆ばとるPARTY                             | 桃園ノ三姉妹                       | 「乙女繚乱☆ばとるPARTY」 | テレビアニメ『真・恋姫†無双』エンディングテーマ  |
| 11月18日 | 乙女繚乱☆ばとるPARTY                             | 桃園ノ三姉妹                       | 「ぜったい×4」           | テレビアニメ『真・恋姫†無双』関連曲              |
| 2010年   |                                                  |                                    |                          |                                                  |
| 7月21日  | 真・恋姫†無双 歌将大乱                           | 張飛（西沢広香）                   | 「乙女舞進☆DAI冒険」     | テレビアニメ『真・恋姫†無双 〜乙女大乱〜』関連曲 |

### ユニットメンバー
1. ↑  劉備（後藤麻衣）、関羽（黒河奈美）、張飛（西沢広香）